# Cannes-Écluse
Cannes-Écluse je francouzská obec v departementu Seine-et-Marne v regionu Île-de-France. V roce 2012 zde žilo 2 550 obyvatel.

## Sousední obce
La Brosse-Montceaux, Esmans, Marolles-sur-Seine, Montereau-Fault-Yonne, Varennes-sur-Seine

## Vývoj počtu obyvatel
Počet obyvatel